# Burkelpolder
De Burkelpolder (ook: Godefroi- en Burkelpolder) is een polder ten noordwesten van Sluis, behorend tot de Sluisse- en Zwinpolders.
Deze internationale polder is 56 ha groot, waarvan 0,6 ha in Nederland ligt. De polder is gelegen tussen de Dikkedijk en de Burkeldijk.